# Raymond Pétiniaud de Jourgnac
Le bienheureux Raymond Pétiniaud de Jourgnac est un prêtre catholique français né le 3 janvier 1747 à Limoges et mort le 26 juin 1794 sur les pontons de Rochefort.

## Biographie
Raymond Pétiniaud de Jourgnac est le fils de Joseph François Pétiniaud, seigneur de Jourgnac et du Garreau, et de Marguerite Ardant de La Grénerie.
Ordonné prêtre, chanoine de la cathédrale en 1767 et vicaire général du diocèse de Limoges en 1785, il meurt déporté le 26 juin 1794 sur le Deux-Associés en baie de Rochefort.
Il est béatifié par Jean-Paul II le 1er octobre 1995.

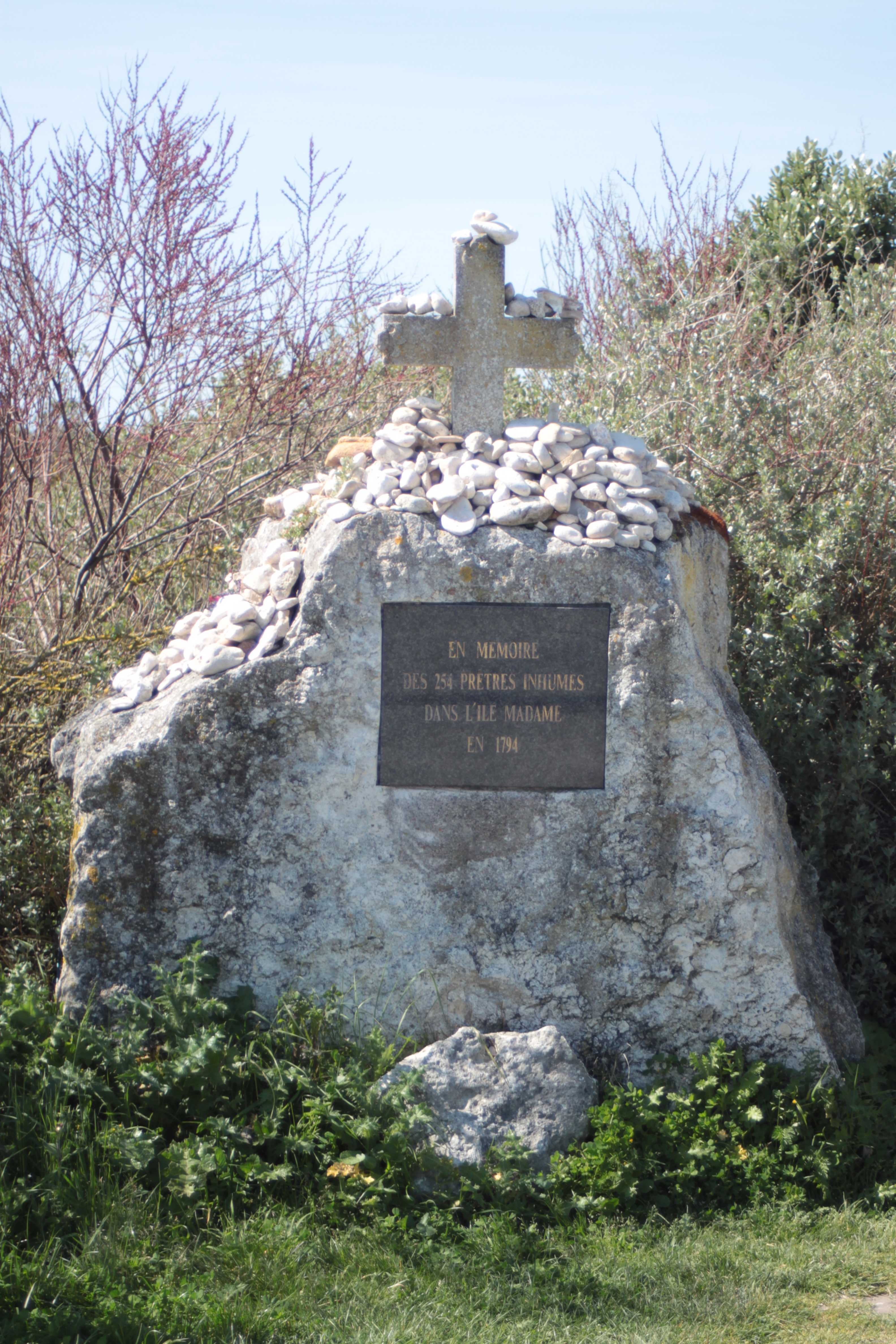
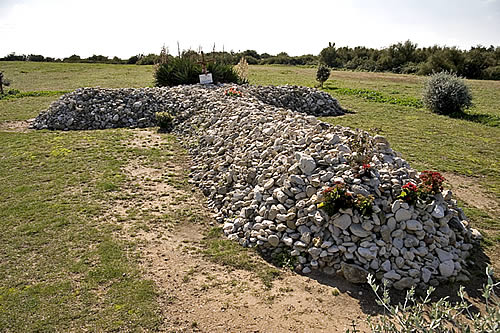

## Sources
- abbé Yves Blomme, Les Prêtres déportés sur les Pontons de Rochefort, Bordessoules, 1994